# 结构群的约化
数学中，特别是在主丛理论中，我们可问一个 {\displaystyle G}-丛能否“来自”一个子群 {\displaystyle H<G}。这称为结构群的约化（Reduction of structure group，约化为 {\displaystyle H}），且对任何映射 {\displaystyle H\to G} 有意义，不必要求是包含（尽管使用了这个术语）。

## 定义
正式的，给定一个 G-丛 B 与映射 H → G（不必是包含），结构群的约化（从 G 到 H）是一个 H-丛 {\displaystyle B_{H}} 使得推出 {\displaystyle B_{H}\times _{H}G} 同构于 B。
注意到这不一定存在，如果存在也不必惟一。
作为一个实例，每个偶数维实向量空间是一个复向量空间的背景实空间：它有一个线性复结构。一个实向量空间有一个殆复结构当且仅当它是一个复向量丛的背景实丛。这是沿着包含 GL(n,C) → GL(2n,R) 的一个约化。
用转移映射的术语来说，一个 G-丛可以约化当且仅当转移映射可以取值于 H。注意术语约化可能有误导性：它暗示 H 是 G 的一个子群，这是通常的情形，但不是必须的（比如自旋流形）：更准确的说法是一个提升。
更抽象地，“X 上 G-丛”是 G 的一个函子：给定一个映射 H → G，诱导一个从 H-丛到 G-丛的一个映射（见上）。G-丛 B 结构群的约化选择一个 H-丛使其像是 B。
从 H-丛到 G-丛的包含映射一般不是满的也不是单的，故结构群不是总能约化，且如果可以时，约化也不必是惟一的。例如，不是每个流形是定向的，而可定向的流形恰有两个定向。
如果 H 是 G 的一个子李群，则在 G-丛 B 到 H 的约化与 B 商去由 H 的作用得到的纤维丛 B/H 之整体截面之间有一个一一对应。具体地，纤维化 B → B/H 是 B/H 上一个主 H-丛。如果 σ : X → B/H 是一个截面，则拉回丛 BH = σ−1B 是 B 的一个约化。

## 例子
向量丛的一些例子，特别是一个流形的切丛]]：
- {\displaystyle GL^{+}<GL} 是一个定向，当且仅当丛是定向的才可行；
- {\displaystyle SL<GL} 是一个体积形式；因为 {\displaystyle SL\to GL^{+}} 是一个形变收缩，体积形式]]存在当且仅当丛可定向；
- {\displaystyle SL^{\pm }<GL} 是一个伪体积形式，这总是可行的；
- {\displaystyle O(n)<GL(n)} 是一个度量；因 {\displaystyle O(n)} 是极大紧子群（故包含是一个形变收缩），这总是可行的；
- {\displaystyle GL(n,\mathbf {C} )<GL(2n,\mathbf {R} )} 是一个殆复结构；
- {\displaystyle {\mbox{Spin}}(n)\to {\mbox{SO}}(n)} （这不是包含而是一个二重覆叠空间）是一个自旋结构。
- {\displaystyle GL(k)\times GL(n-k)<GL(n)} 将一个向量丛分解为一个秩 k 与 n-k 子丛之惠特尼和。

## 可积性
许多几何结构强于 G-结构；它们是具有一个可积性条件的 G-结构。从而这样一个结构要求一个结构群的约化（可能有阻碍，见下），但这不是充足的。这样的例子包括复结构、辛结构（相对于殆复结构与殆辛结构）。
另一个例子关于叶状结构，这要求将切丛结构群约化为一个分块矩阵，以及一个可积性条件，于是便可用弗罗贝尼乌斯定理。

## 阻碍
G-丛由分类空间 BG 分类，类似的 H-丛由分类空间 BH 分类，一个 H-丛上的诱导 G-结构对应于包含映射 {\displaystyle BH\to BG}。故给定一个具有分类映射 {\displaystyle \xi \colon X\to BG} 的 G-丛，结构群的约化之阻碍是 {\displaystyle \xi } 作为一个到上纤维 {\displaystyle BG/BH} 映射的类；结构群可以约化当且仅当 {\displaystyle {\bar {\xi }}} 所在的类是零同伦的。
当 {\displaystyle H\to G} 是同伦等价的，上纤维可缩，从而结构群的约化没有阻碍，例如 {\displaystyle O(n)\to GL(n)}。
反之，由平凡群包含 {\displaystyle e\to G} 诱导的上纤维还是 {\displaystyle BG}，故绝对平行（丛的平凡化）的阻碍是丛的类。

### 一点上的结构
作为一个简单的例子，视一个 {\displaystyle G}-空间为一点上的 {\displaystyle G}-丛，将一个 {\displaystyle G}-空间约化为 {\displaystyle H}-空间没有阻碍。在此情形分类映射是零同伦，因定义域是一个点。从而“向量空间结构群的约化”没有任何阻碍；故任何向量空间有一个定向，等等。